# Terceira (Insel)
Terceira ist eine Insel der Zentralgruppe der Azoren. Sie umfasst ca. 400 km², ist 29 km lang und 17,5 km breit. Auf Terceira leben etwa 56.000 Einwohner (Stand 2016).

## Geschichte
Entdeckt wurde Terceira im 15. Jahrhundert durch portugiesische Seefahrer als dritte der Azoren-Inseln, woraus sich ihr Name ableitet (portugiesisch terceira, deutsch „Dritte“). Ursprünglich nannten sie ihre Entdecker Ilha de Jesus Cristo (Insel Jesus Christus) oder auch Brasilien. Ein Berg bei Angra do Heroísmo heißt heute noch Monte Brasil.
Die Hauptstadt von Terceira ist Angra do Heroísmo mit rund 12.000 Einwohnern. Angra ist wegen seiner hervorragend erhaltenen Altstadt und der in die frühe Neuzeit zurückreichenden Befestigungsanlagen seit 1983 Weltkulturerbe der UNESCO.
Terceira ist nur an der Küste besiedelt. Ein Großteil der Inselbevölkerung lebt in den beiden Städten Angra und Vila da Praia da Vitória. Angra und Praia sind die Zentren der gleichnamigen Landkreise. Angra umfasst 19, Praia 11 Gemeinden.
Terceira besaß bis zum Bau der Landebahn der Azoreninsel São Miguel in den 1960er Jahren den größten Flughafen der Inselgruppe. Die Gründe dafür reichen weit zurück: Terceira war schon lange vor der Luftfahrt eine wichtige Zwischenstation für internationale Handelsschiffe im Nordatlantik gewesen;  Angras Festungen gegen Piraten galten als uneinnehmbar. Der geistliche Historiker Gaspar Frutuoso schrieb im 16. Jahrhundert:

„Angra ist der universelle Zwischenaufenthalt des westlichen Meeres, wo die ganze Welt das Herz feiert, das für all die Inseln schlägt.“

Sie war keine klassische Handelsstadt, aber sie lebte von den Handelsschiffen, die auf dem Weg von Amerika nach Europa Halt machten. Aus dieser Transfertradition heraus entstand der erste von größeren Maschinen anfliegbare Flughafen auf den Azoren.
Im Zweiten Weltkrieg waren die Handelsschiffe beliebte Angriffsziele der deutschen U-Boot-Flotte. Die Alliierten sprachen vom „Azoren-Spalt“, wo man machtlos gegenüber den deutschen Angriffen war. Infolgedessen erweiterten die Briten 1943 mit portugiesischer Genehmigung den Flughafen massiv und bauten ihn zum wichtigsten Zwischenstopp für die alliierte Luftwaffe im Nordatlantik um. Für große Transportmaschinen und Langstreckenbomber entstanden zwei neue Landebahnen. Um das von alliierten Schiffen angelieferte Kerosin nicht über Land zu den Flugzeugen zu transportieren, wurde der Hafen von Praia da Vitória vertieft und erweitert. Nach dem Weltkrieg blieben amerikanische Truppen noch Jahrzehnte lang auf der Insel stationiert. Der inzwischen auch zivil genutzte Flughafen heißt Lajes Field.

## Persönlichkeiten
- João Fernandes Lavrador (* 1453 in Terceira, † vor September 1502), portugiesischer Seefahrer

|  |